# 스테프 도슨
스테프 도슨(Stef Dawson, 1988년 12월 17일 ~ )은 오스트레일리아의 배우이다.